# Grazioso Benincasa
Grazioso Benincasa (Ancona, 1400 circa – ...) è stato un cartografo italiano.

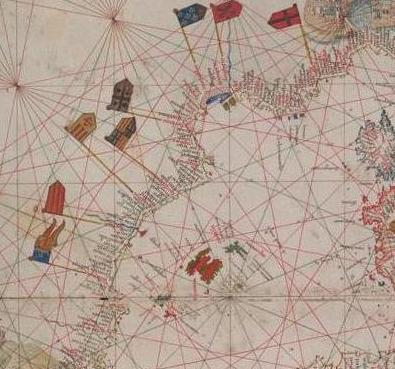
Carta nautica del Mediterraneo Occidentale di Grazioso Benincasa (1482)

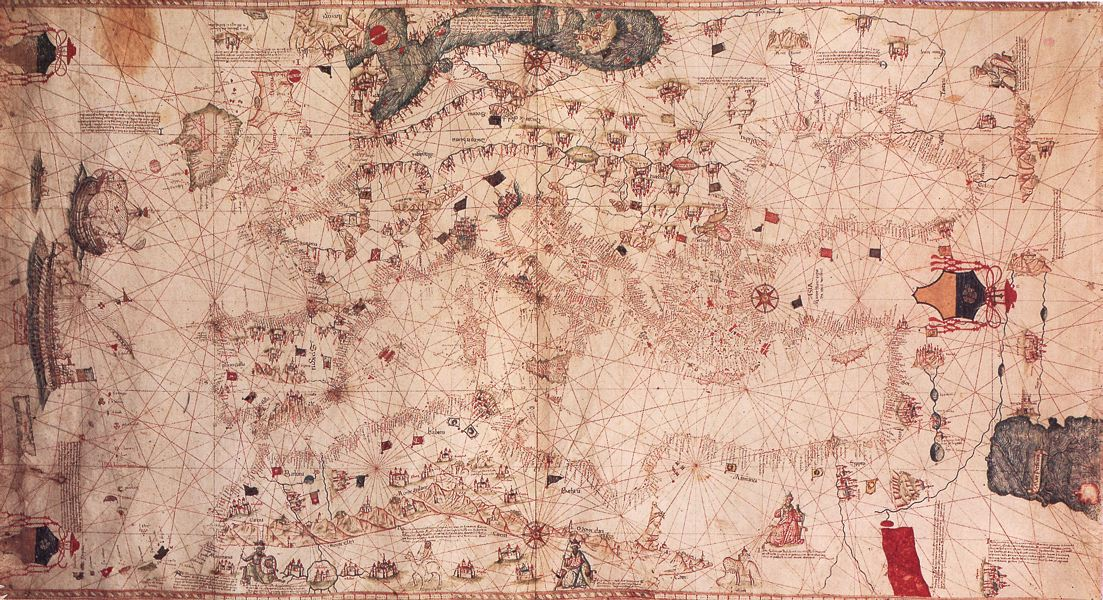
Carta nautica del Mediterraneo di Grazioso Benincasa (1482)

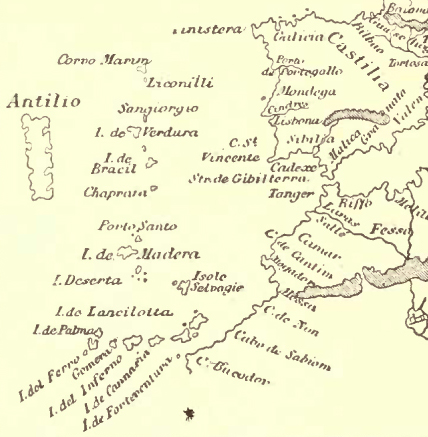
Carta nautica dell'Atlantico in cui è riportata la presenza dell'isola di Antilio, oltre le Azzorre

Fu personalità fondamentale della scuola cartografica anconitana, dalla quale, insieme a quella genovese e veneziana, provengono tutte  le carte nautiche del XIV e del XV secolo a noi pervenute. 

## Biografia
Benincasa fu un navigatore ed un cartografo appartenente alla scuola cartografica anconitana, una delle più importanti del XV secolo. Elaborò negli anni tra il 1435 ed il 1445 uno studio delle coste mediterranee che ci è giunto incompleto.
Realizzò mappe delle coste occidentali dell'Africa occidentale e delle isole di Capo Verde.
Successivamente, tra il 1461 ed il 1482 redasse numerosi portolani ed atlanti e su alcuni di essi appaiono la leggendaria isola di Antilia ed altre mitiche isole. Gli sono attribuite almeno ventidue opere certe.
La Biblioteca comunale Luciano Benincasa di Ancona possiede un suo manoscritto autografo (ms 232) che fino alla carta 54v contiene il Portolano, una raccolta di appunti su porti e coste compilata per uso personale. La descrizione dei porti inizia dal golfo di Venezia e prosegue lungo le coste italiane e dalmate affacciantesi sull'Adriatico, nonché quelle dell'Egeo e dello Ionio, con una divagazione su Napoli e Capri. L'opera si interrompe alla carta 54v con un accenno a "Lo giro de la Turchia. Dopo una lacuna di 8 carte, a partire dalla carta 63 fino alla carta 96 il codice riporta lo Statuto del mare trascritto dallo stesso Benincasa.
Il figlio Andrea seguì le orme paterne, proseguendone l'attività.

## Ricordano il suo nome
È intitolata a Grazioso Benincasa una via di Roma, nel quartiere del Pigneto. Ad Ancona è dedicato all'illustre cartografo l'Istituto di Istruzione Superiore "Savoia-Benincasa Archiviato il 10 febbraio 2022 in Internet Archive."